# Venice (Florida)
Venice és una població dels Estats Units a l'estat de Florida. Segons el cens del 2007 tenia 21.015 habitants.

## Demografia
Segons el cens del 2000, Venice tenia 17.764 habitants, 9.680 habitatges, i 5.362 famílies. La densitat de població era de 752,1 habitants/km².
Dels 9.680 habitatges en un 7% hi vivien nens de menys de 18 anys, en un 49,2% hi vivien parelles casades, en un 4,8% dones solteres, i en un 44,6% no eren unitats familiars. En el 40,3% dels habitatges hi vivien persones soles el 30,3% de les quals corresponia a persones de 65 anys o més que vivien soles. El nombre mitjà de persones vivint en cada habitatge era d'1,76 i el nombre mitjà de persones que vivien en cada família era de 2,25.
Per edats la població es repartia de la següent manera: un 6,9% tenia menys de 18 anys, un 2,3% entre 18 i 24, un 10,2% entre 25 i 44, un 23,1% de 45 a 60 i un 57,5% 65 anys o més.
L'edat mediana era de 69 anys. Per cada 100 dones de 18 o més anys hi havia 75,8 homes.
La renda mediana per habitatge era de 37.536 $ i la renda mediana per família de 46.898 $. Els homes tenien una renda mediana de 35.271 $ mentre que les dones 26.132 $. La renda per capita de la població era de 28.220 $. Entorn del 3,7% de les famílies i el 5,7% de la població estaven per davall del llindar de pobresa.

## Poblacions més properes
El següent diagrama mostra les poblacions més properes.